# Przegląd dzieł Williama Shakespeare’a

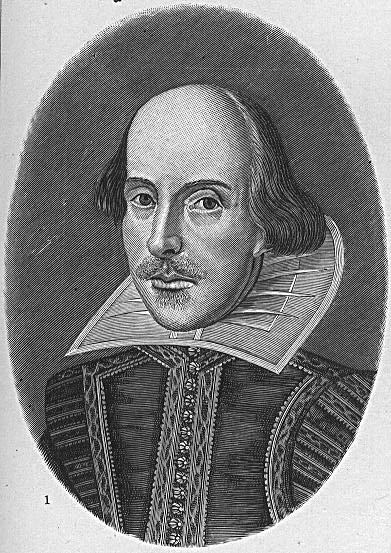
William Szekspir

Zestawienie przegląd dzieł Williama Shakespeare’a omawia pod względem gatunkowym, a także przedstawia w układzie tabelarycznym utwory napisane przez Williama Szekspira. Obejmuje tylko te, co do których nie ma wątpliwości, iż zostały napisane przynajmniej w części przez barda ze Stratford (akceptowane są także sztuki stworzone we współpracy z innymi dramaturgami).
Podawane polskie tłumaczenia tytułów są autorstwa Macieja Słomczyńskiego, chyba że w przypisach zaznaczono inaczej. Rozbieżności w kwestii translacji tychże wynikają zazwyczaj z uwzględniania – lub nie – ewentualnych rozbudowanych podtytułów, które pojawiają się w wybranych pierwszych edycjach. Należy także odnotować, że przedstawiony tutaj podział na kroniki, komedie, tragedie itp. jest umowny i ma charakter techniczny; nie istnieje jednoznaczny rozdział utworów tego pisarza na gatunki, głównie ze względu na obecność tzw. sztuk problemowych – dzieł, co do których niemożliwa jest klasyfikacja pod względem gatunkowym.

## Kroniki

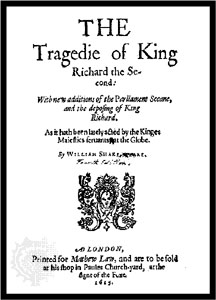
Ryszard II (wyd. 1615)

Szekspir jest autorem licznych kronik historycznych, które miały charakter zarówno edukacyjny, jak i moralizujący, o czym może świadczyć np. postać bękarta, który wygłasza krytyczne uwagi na temat szlachectwa, stanowiąc jednocześnie wzór brytyjskich cnót.
Istniały dwa źródła bazowe dla tego pisarza. Jednym z nich była The Union of the Two Noble and Illustre Families of Lancaster and York napisana przez Edwarda Halla w 1548 roku The Chronicles of England, Ireland and Scotland – autorem tej drugiej pozycji jest Raphael Holinshed (1578). U podstawy tych kronik stała Historia Anglica Polydore'a Virgila – Włocha zatrudnionego dla spisania angielskiej historii za panowania króla Henryka VII.
Większość tych dzieł jest związana z rodem Lancasterów, a co za tym idzie – wojną Dwóch Róż. Miało to także znaczenie ideologiczne: władająca Anglią za życia pisarza Elżbieta I pochodziła z domu Tudorów, będącego w opozycji do Yorków.
Kroniki Szekspira można podzielić na pierwszą tetralogię – zbiór utworów napisanych w latach 1589–1593 i na drugą tetralogię – dzieła tworzone między 1596 a 1598 rokiem. Mimo tego, że akcja tych ostatnich jest osadzona chronologicznie wcześniej, to zostały napisane w późniejszym okresie.
| Lp. | Polski tytuł (w nawiasach podano alternatywny polski tytuł, jeśli istnieje) | Tytuł oryginału                | Rok pierwszego wydania | Miejsce akcji (jeśli występuje) | Inspiracje (jeśli istnieją)                                                       | Zarys fabuły lub tematyka                                                                                     |
| --- | --------------------------------------------------------------------------- | ------------------------------ | ---------------------- | ------------------------------- | --------------------------------------------------------------------------------- | --- |
| 1   | Żywot i śmierć króla Jana (Życie i śmierć króla Jana; Król Jan)             | King John                      | 1623                   | Anglia                          | historia Anglii; Zamieszki pełnego panowania Jana, króla Anglii (autor anonimowy) | Spór o Andegawenię; uzurpacja tronu                                                                           |
| 2   | Henryk VI, część 1                                                          | King Henry VI, Part 1          | 1598                   | Anglia                          | kroniki Halla i Holinsheda                                                        | Wojna stuletnia                                                                                               |
| 3   | Henryk VI, część 2                                                          | King Henry VI, Part 2          | 1595                   | Anglia                          | historia Anglii                                                                   | Wojna Dwóch Róż                                                                                               |
| 4   | Henryk VI, część 3                                                          | King Henry VI, Part 3          | 1594                   | Anglia                          | historia Anglii                                                                   | Wojna Dwóch Róż                                                                                               |
| 5   | Ryszard III                                                                 | King Richard III               | 1602                   | Anglia                          | historia Anglii                                                                   | Koniec Wojny Dwóch Róż                                                                                        |
| 6   | Henryk V                                                                    | King Henry V                   | 1600                   | Anglia                          | historia Anglii; The Famous Victories of Henry the Fifth                          | Wojna stuletnia ze szczególnym uwzględnieniem bitwy pod Azincourt                                             |
| 7   | Henryk IV, część 1                                                          | King Henry IV, Part 1          | 1600                   | Anglia                          | historia Anglii; w mniejszym stopniu The Famous Victories of Henry the Fifth      | Fabuła skupia się na dwóch postaciach: Harrym Hotspur – postaci historycznej i Falstaffie – postaci fikcyjnej |
| 8   | Henryk IV, część 2                                                          | King Henry IV, Part 2          | 1598                   | Anglia                          | historia Anglii                                                                   | Losy Falstaffa                                                                                                |
| 9   | Ryszard II                                                                  | King Richard II                | 1597                   | Anglia                          | Kronika Holinsheda                                                                | Walka o tron między Ryszardem II a Henrykiem IV Lancaster                                                     |
| 10  | Henryk VIII (Sławna historia życia Henryka VIII)                            | King Henry VIII or All Is True | 1623                   | Anglia                          | Kronika Holinsheda                                                                | Stosunki pomiędzy Henrykiem VIII, Anną Boleyn, Katarzyną Aragońską i kardynałem Thomasem Wolseyem.            |

## Komedie

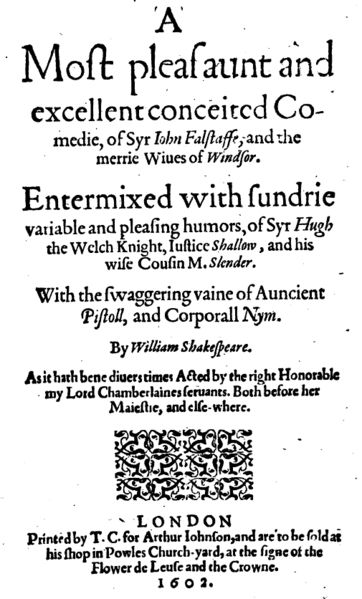
Wesołe kumoszki z Windsoru – wydanie z 1602 roku

W przypadku dzieł Williama Szekspira nie można mówić o komediach we współczesnym rozumieniu tego pojęcia. Zgodnie ze słownikiem języka polskiego komedia to „gatunek dramatu,(...) charakteryzujący się żywą akcją i pomyślnym zakończeniem, utwór mający taki charakter”. Zdarza się, że uznawane za komediowe utwory napisane przez barda ze Stratford tymczasem kończą sceny śmierci, lub bezpośrednio związane ze śmiercią (Stracone zachody miłości) czy innymi formami cierpienia głównych bohaterów. Należy pamiętać, iż zakończenia te nie mają charakteru bezgranicznie szczęśliwych: odzwierciedlają raczej życie jako proces ciągły, który bez przerwy zaczyna się od nowa dzięki zachowaniu wartości takich jak miłość czy przyjaźń – na podstawie tego kryterium można je zaliczać jako moralizujące. Dobrym przykładem tego typu dzieła jest Miarka za miarkę, gdzie na zakończenie pojawia się cytat z Biblii „Jaką miarką mierzycie, taką i wam odmierzą”, zaś szczęśliwy koniec jest możliwy tylko dzięki zachowaniu przez pozytywnych bohaterów wartości moralnych.
Ważną rolę w utworach Szekspira odgrywają bohaterowie komediowi, którzy pojawiają się w utworach inaczej sklasyfikowanych gatunkowo. Najlepszym przykładem takiego jest Falstaff, który mimo swojego charakteru, który niewątpliwie został stworzony z myślą o zabawianiu widza, po raz pierwszy pojawia się w kronikach historycznych związanych z życiem króla Henryka VI, a dopiero później można spotkać go w komedii Wesołe kumoszki z Windsoru. Tego typu postaciami są także np. grabarze, występujący w Hamlecie – ich zadaniem jest zwrócenie uwagi widza ku komicznym cechom życia w obliczu tragedii.

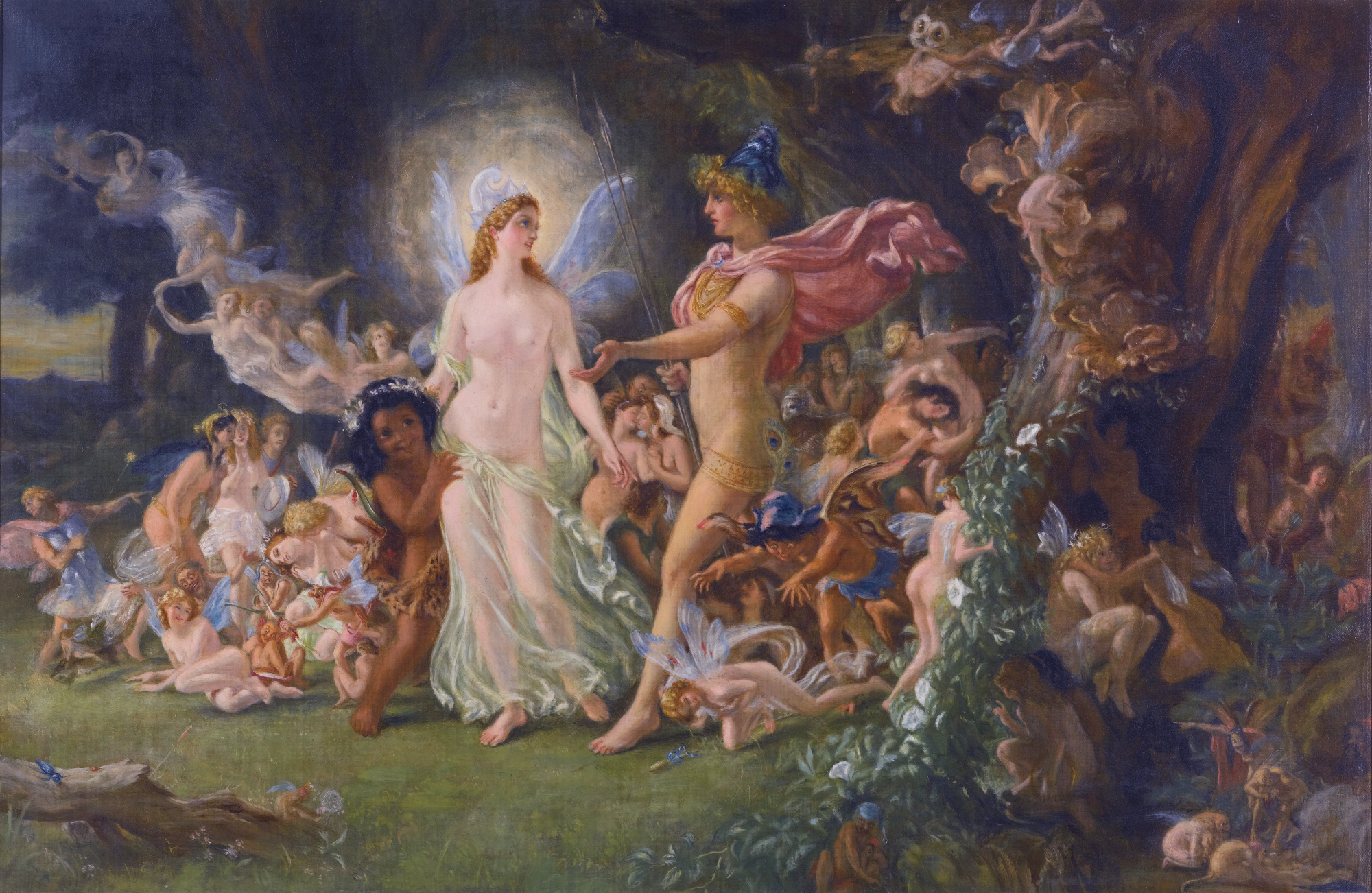
Oberon i Tytania, bohaterowie Snu nocy letniej

W komediach tego autora kolejnym ważnym elementem jest ich aspekt rewolucyjny, związany ze zmianą pokoleń lub koniecznością obalenia despotycznej postaci. Tak jak w przypadku wymienionej już Miarki za miarkę w utworach tych dochodzi do zmiany prawa lub obalenia okrutnego przywódcy, co pozwala na zmianę stylu i sposobu życia mieszkańców, oczywiście zmianę na lepsze. Warto jednocześnie zauważyć, że nigdy nie dochodzi do obalenia autorytetu, który można określić jako pozytywny, takiego, jak np. autorytet ojcowski: do zmian w takich wypadkach dochodzi zawsze na drodze kompromisu.
Komedie kończą się biesiadą, podczas której spotykają się wszyscy (z nielicznymi wyjątkami, np. Malwolio w Wieczorze Trzech Króli) bohaterowie utworu, mają tam miejsce finałowe podsumowania. W niektórych utworach, takich jak Sen nocy letniej, publiczność jest zachęcana do wzięcia udziału w tymże przedsięwzięciu – ta idea jest szczególnie propagowana w ostatnich latach, spektakle odbywają się często na świeżym powietrzu.

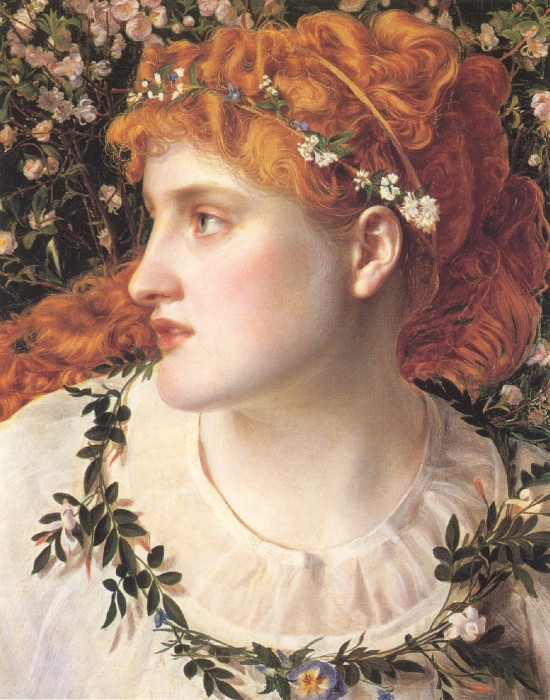
Perdita, jedna z bohaterek Opowieści zimowej

### Sztuki problemowe
Troilus i Kresyda, Miarka za miarkę i Wszystko dobre, co się dobrze kończy to utwory uznawane za tzw. sztuki problemowe, ze względu na trudności z ich klasyfikacją gatunkową. Ich zakwalifikowanie różni się w zależności od wydania dzieł Szekspira. W klasyfikacji z Pierwszego Folio pierwsza jest uznana za tragedię, zapewne ze względu na krwawe sceny walk. Pozostałe dwie zostały tam uznane za komedie, mimo tego, że Wszystko dobre... zawiera liczne motywy związane ze śmiercią i żałobą, zaś zakończenie Miarki za miarkę jest związane z wymuszonym ślubem Angelo i Mariany.
Nie powiodły się próby jednoznacznego ich sklasyfikowania. Jedna z interpretacji głosi, iż źródłem tej złożoności jest reakcja pisarza na niespokojny okres w historii, w jakim powstały. Okres ich tworzenia przypada na rządy króla Jakuba, następcy Elżbiety I, który był zwolennikiem podporządkowywania sobie Kościoła, co nie spotykało się z poparciem społecznym.

### Romanse
Spośród sztuk Szekspira pięć, powstałych w latach 1607–1614 – a więc pod koniec życia pisarza – nazywanych jest współcześnie przez część badaczy romansami. Do romansów zaliczane są: Perykles, książę Tyru, Cymbelin, Opowieść zimowa, Burza i Dwóch szlachetnych krewnych. Trzeba jednocześnie zaznaczyć, że w XVII wieku, kiedy Szekspir tworzył te dzieła, nie odnoszono tego pojęcia do sztuk teatralnych, przez co w pierwszych wydaniach przyporządkowywano je do innych gatunków. W tym zestawieniu zostały one ujęte jako komedie, przy czym nie jest to także jednoznaczne. W utworach tych w życie bohaterów ingerują siły nadprzyrodzone, zazwyczaj bogowie, wpływają na ich losy, zazwyczaj z pozytywnym skutkiem. W romansach fabuła jest wielowątkowa, wiele jest też postaci, przez co zdarza się, iż widzowie mają trudności z odbiorem poszczególnych sztuk.
| Lp. | Polski tytuł (w nawiasach podano alternatywny polski tytuł, jeśli istnieje)          | Tytuł oryginału                | Rok pierwszego wydania | Miejsce akcji (jeśli występuje) | Inspiracje (jeśli istnieją)                 | Zarys fabuły lub tematyka |
| --- | ------------------------------------------------------------------------------------ | ------------------------------ | ---------------------- | ------------------------------- | ------------------------------------------- | --- |
| 1   | Komedia omyłek                                                                       | The Comedy of Errors           | 1623                   | Grecja                          | Bracia (Menaechmi) Plauta                   | Historia kupców, działających w Efezie niezadowolonych z wysokich podatków |
| 2   | Serc starania stracone (Stracone zachody miłości)                                    | Loves' Labour's Lost           | 1623                   | Nawarra                         | Autorski pomysł pisarza                     | Władca Nawarry ogłasza zachowanie czystości, sytuację komplikuje pojawienie się na dworze francuskiej księżniczki |
| 3   | Poskromienie złośnicy (Ugłaskanie sekutnicy)                                         | The Taming of The Shrew        | 1623                   | Włochy                          | Opowieści z 1001 nocy; Domniemani Ariosta   | Opór Katarzyny wobec mężczyzn, którzy chcą pojąć ją za żonę |
| 4   | Dwaj szlachcice z Werony (Dwaj panowie z Werony)                                     | The Two Gentlemen of Verona    | 1623                   | Włochy                          | Dzieła Giovanniego Boccaccio                | Perypetie miłosne Valentine'a i Proteusa |
| 5   | Sen nocy letniej                                                                     | A Midsummer Night's Dream      | 1600                   | Grecja                          | Autorski pomysł pisarza                     | Losy kochanków, którzy zostali zmuszeni do ucieczki do lasu, gdzie spotykają postaci nadprzyrodzone i fantastyczne, takie jak duchy czy elfy |
| 6   | Kupiec wenecki                                                                       | The Merchant of Venice         | 1600                   | Włochy                          | Dzieła Giovanniego Fiorentino               | Pożyczka udzielona przez Shylocka Antoniowi i próby egzekucji długu |
| 7   | Wiele hałasu o nic                                                                   | Much Ado about Nothing         | 1600                   | Mesyna, Sycylia                 | Dzieła Giraldusa Cinthio                    | Losy dwójki kochanków – Hero (dziedziczki fortuny gubernatora Sycylii) i Claudio (bohatera wojennego), którzy chcą się pobrać, na ich drodze stoi jednak Don Juan, brat księcia aragońskiego; oprócz nich ważnymi postaciami są Benedykt i Beatryks, stanowiący kłótliwą parę |
| 8   | Jak wam się podoba                                                                   | As You Like It                 | 1623                   | Niesprecyzowane                 | Rosalynde Thomasa Lodge                     | Wygnańcy z pałacu muszą radzić sobie podczas pobytu w lesie, gdzie stawiają czoła nowym wyzwaniom |
| 9   | Wieczór Trzech Króli                                                                 | Twelfth Night or What You Will | 1623                   | Grecja                          | Dzieła Mateo Bandello                       | Historia rozdzielonego rodzeństwa – rozbitków, którzy na skutek serii pomyłek w końcu odnajdują się, a także zawierają szczęśliwe małżeństwa |
| 10  | Wesołe niewiasty z Windsoru (Wesołe kumoszki z Windsoru; Wesołe windsorskie kobiety) | The Merry Wives of Windsor     | 1602                   | Anglia                          | Autorski pomysł pisarza                     | Falstaff próbuje sprytnie uwieść dwie mieszczanki: panią Page i panią Ford, które jednak szybko odkrywają jego spisek |
| 11  | Perykles, książę Tyru (Perykles)                                                     | Pericles, Prince of Tyre       | 1609                   | Grecja                          | Confessio Amantis Johna Gowera (1393)       | Historia księcia Peryklesa, który najpierw traci zarówno żonę, jak i córkę, po czym na skutek zbiegu okoliczności odnajduje je obie |
| 12  | Wszystko dobre, co się dobrze kończy                                                 | All's Well That Ends Well      | 1623                   | Włochy i Francja                | Dzieła Giovanniego Boccaccio                | Helena, niezamożna kobieta, zostaje zaręczona z księciem Bertramem, który jednak nie chce się żenić |
| 13  | Miarka za miarkę                                                                     | Measure for Measure            | 1623                   | Wiedeń                          | Dzieła Giraldusa Cinthio                    | Historia miłości Angela do Isabeli poprzez pryzmat biblijnego poglądu na sprawiedliwość |
| 14  | Cymbelin                                                                             | Cymbeline                      | 1623                   | Brytania                        | Dzieła Geoffreya of Monmouth                | Posthumus, ubogi człowiek, żeni się z księżniczką Imogen, sam władca jest jednak przeciwnikiem ich związku, co doprowadza do licznych intryg i perypetii |
| 15  | Opowieść zimowa                                                                      | The Winter’s Tale              | 1623                   | Sycylia, Czechy                 | Romans pasterski Roberta Greene’a Pandosto  | Losy Leontesa, władcy zazdrosnego o swoją żonę Hermionę, której niewinność musi potwierdzić wyrocznia |
| 16  | Burza                                                                                | The Tempest                    | 1623                   | Włochy                          | The Decades of the New Worlde Or West India | Historia księcia Prospero, który po wygnaniu trafia na wyspę, skąd udaje mu się szczęśliwie powrócić do Włoch |

## Tragedie

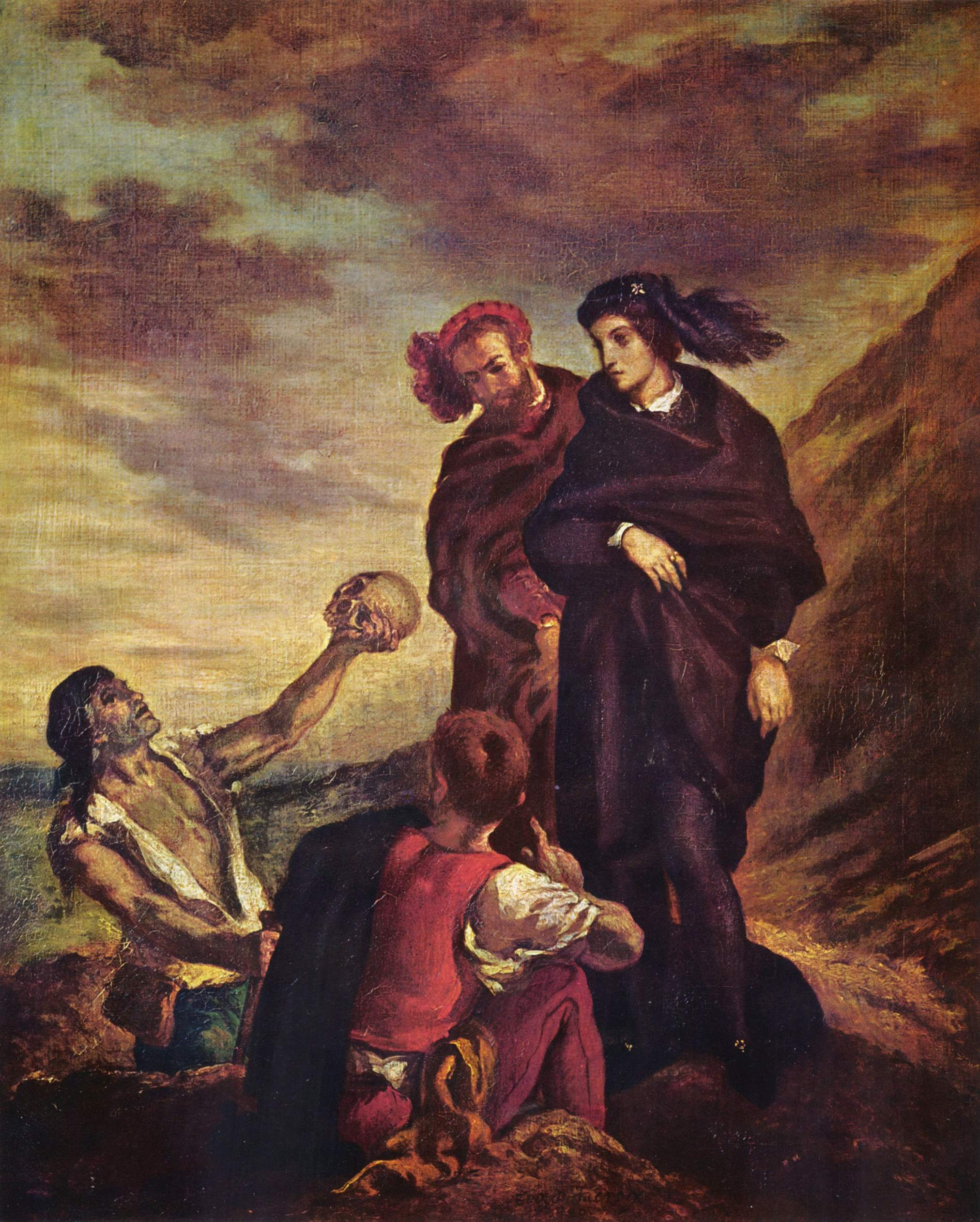
Hamlet i Horacjo na cmentarzu, mal. Eugène Delacroix, 1839

Tragedie Williama Szekspira w naturalny sposób stanowią przeciwieństwo komedii. Podkreślają szczególnie odmienne wartości:, podczas gdy w komediach największy nacisk położony jest na ukazanie odradzającego się cyklu życiowego i na konieczności dostrzeżenia jasnej strony życia, w tragediach uwypuklone zostało to, co negatywne. Szekspir często pozostaje w tym wypadku wierny wzorcom klasycznym, stawia swoich bohaterów w sytuacjach bez wyjścia, ukazuje ich słabość wobec trudności losu: takie zabiegi literackie można napotkać w starożytnych utworach, takich, jak Antygona czy Król Edyp, ale też w Hamlecie czy Królu Learze.
Dla lepszego zrozumienia tych utworów należy dostrzec ich źródła, które można podzielić na kilka grup, w zależności od miejsca akcji; dla dzieł osadzonych w Rzymie są to Żywoty równoległe Plutarcha, dla dzieł których akcja toczy się w Brytanii jest to Kronika Holinsheda. Kolejnym ważnym faktem jest to, że w większości tragedie powstały w okresie zmian na tronie angielskim, co związane było ze wspominanymi niepokojami społecznymi, niepewnością jutra; z pewnością sytuacja ta sprzyjała tworzeniu utworów o charakterze moralizatorskim, ostrzegającym przed niebezpiecznym dążeniem do władzy, co można dostrzec np. w Makbecie.
W utworach tych niebagatelną rolę odgrywają monologi, w których bohaterowie zadają pytania o sens istnienia (jak w słynnej wypowiedzi księcia Hamleta), nawołują tym samym publiczność do refleksji nad stawianymi przez nich problemami, zmusza ich to także do zauważenia nieuchronności śmierci i tym samym swego rodzaju tragizmu życia ludzkiego. Ma to znaczenie szczególnie w kontekście panującej w XVII-wiecznej Anglii sytuacji szczególnie uboższej warstwy społeczeństwa, którą raz za razem spotykały zarazy i klęski, dziesiątkujące ludność miast i wsi. Prowadziło to do stanu, w którym śmierć była wszechobecna, zarazy często doprowadzały do zamykania miejsc publicznych, takich, jak teatry; w związku z tym współcześnie odbiór motywu śmierci nie może równać się z tym, który pojawiał się wśród współczesnych bardowi ze Stratford.
Należy także odnotować, iż w zestawieniu tym Troilus i Kresyda została uznana za tragedię, zgodnie z klasyfikacją z Pierwszego Folio, jednocześnie nie jest to jednoznaczne: współcześni badacze uznają ją za komedię.
| Lp. | Polski tytuł (w nawiasach podano alternatywny polski tytuł, jeśli istnieje) | Tytuł oryginału              | Rok pierwszego wydania | Miejsce akcji (jeśli występuje) | Inspiracje (jeśli istnieją)                                  | Fabuła (ew. tematyka) |
| --- | --------------------------------------------------------------------------- | ---------------------------- | ---------------------- | ------------------------------- | ------------------------------------------------------------ | --- |
| 1   | Tytus Andronikus                                                            | Titus Andronicus             | 1594                   | Rzym                            | Metamorfozy Owidiusza                                        | Losy Tytusa, na którym mści się rodzina zabitego przez niego w ofierze niewolnika; w efekcie tego Tytus ginie |
| 2   | Romeo i Julia                                                               | Romeo and Juliet             | 1597                   | Werona                          | The Tragicall Historye of Romeus and Juliet Arthura Brooke’a | Romeo i Julia to zakochana para, której na przeszkodzie w realizacji swoich marzeń stają zwaśnione rodziny; doprowadza to młodych ludzi do samobójstwa |
| 3   | Juliusz Cezar                                                               | The Tragedy of Julius Caesar | 1623                   | Rzym                            | Żywoty sławnych mężów Plutarcha                              | Spisek związany z zamachem na życie rzymskiego wodza, którego wynikiem jest jego śmierć |
| 4   | Troilus i Kresyda                                                           | Troilus and Cressida         | 1609                   | Troja i okolice                 | mitologia grecka                                             | Troilus uwodzi i zakochuje się w Kresydzie, która zostaje wkrótce potem oddana do niewoli podczas wymiany jeńców; bohater przekrada się do wrogiego obozu, gdzie spotyka ją z innym mężczyzną i uznaje za niegodną zainteresowania |
| 5   | Hamlet                                                                      | Hamlet, Prince of Denmark    | 1603                   | Dania                           | Gesta Danorum Saxo Gramatyka                                 | Historia duńskiego księcia, który chce zemsty za domniemane zabójstwo swojego ojca, dokonane przez nowego męża swojej matki, Klaudiusza; dla uzyskania dowodów organizuje dwuznaczny spektakl teatralny którego tematem jest zabójstwo, podczas którego Klaudiusz zdradza oznaki zdenerwowania; w finale tego utworu ginie tytułowy bohater, na tronie duńskim zasiada zaś Fortynbras |
| 6   | Otello                                                                      | Othello                      | 1622                   | Wenecja                         | Dzieła Giovanniego Battisty Giraldi                          | Otello, będący Maurem i imigrantem, zakochuje się w Desdemonie – związkowi temu jest przeciwny jej ojciec; bohater musi służyć Wenecji jako dowódca, co ratuje go od gniewu tego ostatniego; Otello wkrótce jednak wpada w zazdrość, która doprowadza go do śmierci |
| 7   | Król Lear (Król Lir)                                                        | King Lear                    | 1608                   | Brytania                        | Kronika Holinsheda                                           | Tytułowy bohater staje przed koniecznością podziału swego majątku między córki; te trwonią jego majątek, co doprowadza go do szaleństwa |
| 8   | Makbet                                                                      | Macbeth                      | 1623                   | Brytania                        | Kronika Holinsheda                                           | Losy Makbeta, władcy, któremu trzy wiedźmy przepowiedziały zarówno rychłą karierę, jak i wymieniły przyczyny jego spadku z piedestału; tenże postanawia zrobić wszystko, aby tak się nie stało i aby mógł zachować pełnię władzy, nie jest jednak w stanie walczyć z przeznaczeniem; Makbet panicznie boi się utraty pozycji i zaszczytów, pragnie ich jednocześnie w stopniu absolutnym, co doprowadza go do upadku moralnego i zbrodni; w finale sztuki tytułowy bohater ginie podczas bitwy |
| 9   | Antoniusz i Kleopatra                                                       | Antony and Cleopatra         | 1623                   | Egipt i Rzym                    | Żywot Marka Antoniusza Plutarcha                             | Historia miłości rzymskiego wodza i egipskiej władczyni, dla której ten jest gotowy do ogromnych poświęceń, włącznie z wypowiedzeniem posłuszeństwa swoim mocodawcom |
| 10  | Coriolanus (Koriolan)                                                       | Coriolanus                   | 1623                   | Rzym                            | Ab Urbe condita                                              | Koriolanowi, rzymskiemu bohaterowi wojennemu, senat proponuje rolę konsula; przyjęcie przez niego tego tytułu zostaje zablokowane przez lud, co z kolei doprowadza do banicji i spiskowania przeciwko ojczyźnie |
| 11  | Timon z Aten (Tymon Ateńczyk)                                               | Timon of Athens              | 1623                   | Anglia                          | Życie Alcybiadesa; Tymon mizantrop Lukiana                   | Mieszkaniec Aten, Timon, jest człowiekiem bogatym i szczodrym, uważa, że dzięki temu ma wielu przyjaciół; kiedy jego majątek przepada, nikt nie chce udzielić mu pomocy |

## Wiersze i poematy

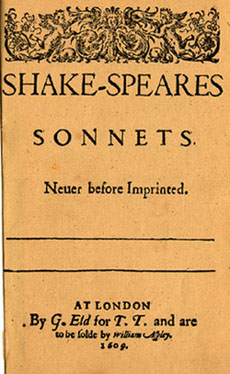
Pierwsze wyd. Sonetów (1609)

Mniej znaną część działalności pisarskiej Williama Szekspira stanowią wiersze i poematy, które powstawały głównie jako rodzaj hołdu czy podziękowania dla sponsorów. Warto odnotować, iż ówcześni twórcy musieli posiłkować się mecenasami, aby móc tworzyć w spokoju o materialny byt. W przypadku tego dramaturga takim sponsorem był Henry Wriothesley, którego zresztą posądzano o bliższą, partnerską zażyłość z Szekspirem.
Właśnie tego mecenasa często utożsamia się z tajemniczym młodzieńcem będącym adresatem wielu Sonetów. Znaleźć tam można także dedykację dla „Pana W.H.”, który jest opisywany jako „the only begetter” (ten, któremu należy przypisać wszystkie zasługi; jedyny ojciec). Oprócz wspomnianego młodego człowieka, pojawia się w nich także konkurencyjny poeta, z którym podmiot liryczny toczy swego rodzaju spór i dama (Dark Lady), z którą tenże miał romans. Warto też zauważyć, że to utwory traktujące głównie o pięknie, miłości i moralności – szczególnie odnosi się to dwóch ostatnich, alegorycznych utworów.
Poematy epickie, tworzone głównie na początku kariery pisarza, cieszyły się różną popularnością. Niewątpliwie za jego życia utwór Wenus i Adonis można było uznać za największy sukces, biorąc pod uwagę wysoką częstotliwość inscenizacji. We wszystkich tych poematach pojawiają się motywy zaczerpnięte z dzieł Owidiusza, takie, jak motyw mszy. Należy także zaznaczyć, iż Feniks i turkawka nie powstał jako samodzielny utwór: był załącznikiem do Męczennika miłości Roberta Chestera, nie jest jednak znana data jego powstania, istnieje nawet hipoteza zakładająca, że Szekspir stworzył to dzieło podczas tzw. straconych lat – okresu życia pisarza stanowiącego zagadkę ze względu na brak zachowanych na ten temat źródeł, trwającego między 1586 a 1591 rokiem.
| Lp. | Polski tytuł (w nawiasach podano alternatywny polski tytuł, jeśli istnieje) | Tytuł oryginału        | Rok pierwszego wydania | Inspiracje (jeśli istnieją)                                | Tematyka (ew. uwagi) |
| --- | --------------------------------------------------------------------------- | ---------------------- | ---------------------- | ---------------------------------------------------------- | --- |
| 1   | Sonety                                                                      | Shakespeare's sonnets  | 1609                   | Autorski pomysł pisarza                                    | Większość utworów (18–126) jest skierowana do mężczyzny, w którym podmiot liryczny jest zakochany. Sonety 127-152 odwołują się do miłości poety do jego kochanki. Dwa ostatnie sonety, 153 i 154, mają charakter alegoryczny. |
| 2   | Wenus i Adonis                                                              | Venus and Adonis       | 1593                   | Metamorfozy Owidiusza                                      | Nieszczęśliwa miłość, jaką Wenus obdarzyła Adonisa, a także jej konsekwencje |
| 3   | Lukrecja                                                                    | The Rape of Lucrece    | 1594                   | Jeden z poematów Owidiusza, Historia Rzymu Tytusa Liwiusza | Tytułowy gwałt, który doprowadza główną bohaterkę do samobójstwa |
| 4   | Namiętny pielgrzym                                                          | The Passionate Pilgrim | 1599                   | Autorski pomysł pisarza                                    | Jest to zbiór poematów, z których nie wszystkie są uznawane za napisane przez Szekspira |
| 5   | Feniks i turkawka                                                           | The Phoenix and Turtle | 1602                   | Po części losy mitycznego Feniksa                          | Alegoria idealnego małżeństwa |
| 6   | Skarga zakochanej                                                           | A Lover's Complaint    | 1609                   | The Mirror for Magistrates                                 | Rozpaczanie młodej kobiety nad kochankiem, który uwiódł ją i zostawił |

## Utwory zaginione

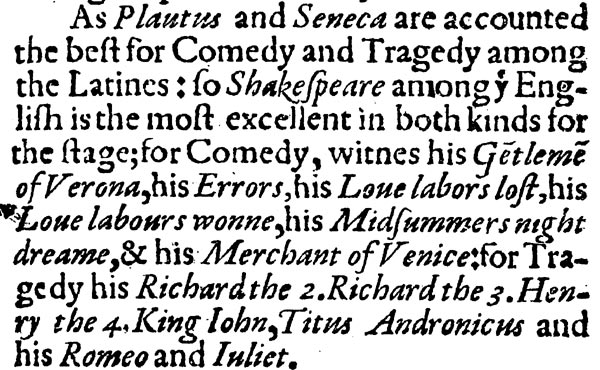
Fragment Palladis Tamia mówiący o Love’s Labour’s Won

Istnieje wiele utworów przypisywanych Szekspirowi, ich autorstwo jest jednak niepotwierdzone i prawdopodobnie nigdy do takiego potwierdzenia nie dojdzie. Dwie sztuki są – z różnych względów – uważane za dzieła barda ze Stratford, do czasów współczesnych nie zachowały się jednak żadne ich wydania.
Pierwszą z nich jest Love’s Labour’s Won, co można przetłumaczyć jako Zyskane (zwycięskie) zachody miłości. Jest to prawdopodobna kontynuacja Straconych zachodów miłości. Wskazywać na to może otwarte zakończenie tej ostatniej sztuki; Zwycięskie zachody... pojawiają się w dziele Palladis Tamia (1598) obok Dwóch panów z Werony, Straconych zachodów miłości, Snu nocy letniej i Kupca weneckiego. Była to więc komedia inna niż tu wymienione, nie jest jednak wykluczone, iż jest to tytuł alternatywny dla któregoś z pozostałych utworów.
Drugą jest Cardenio. Tekst Cardenia nie zachował się, wiadomo o niej jedynie tyle, że została napisana we współpracy z Johnem Fletcherem. W 1900 roku jeden z grafologów, Charles Hamilton, uznał, że tekst utworu pt. The Second Maiden's Tragedy to właśnie Cardenio, ze zmienionymi imionami postaci. Interpretacja ta jest uznawana za błędną, jednak część teatrów zdecydowała się wystawić to dzieło pod szyldem Cardenio.
| Lp. | Polski tytuł (w nawiasach podano alternatywny polski tytuł, jeśli istnieje) | Tytuł oryginału     | Rok pierwszego wydania | Miejsce akcji (jeśli występuje) | Inspiracje (jeśli istnieją) | Zarys fabuły lub tematyka                             |
| --- | --------------------------------------------------------------------------- | ------------------- | ---------------------- | ------------------------------- | --------------------------- | ----------------------------------------------------- |
| 1   | Cardenio                                                                    | Cardenio            | Nieznany               | Nieznane                        | Postać z Don Kichota        | Niewiadomy                                            |
| 2   | Zyskane (zwycięskie) zachody miłości                                        | Love’s Labour’s Won | Nieznany               | Nawarra lub Francja             | Autorski pomysł pisarza     | Dalsze losy francuskiej księżniczki i księcia Nawarry |

### Utwory przypisywane Szekspirowi
Zgodnie z zaznaczeniem we wstępie tego przeglądu nie są tutaj omówione dzieła przypisywane Szekspirowi. Warto jednak nadmienić, iż zaliczyć do nich można utwory takie, jak Edward III, Sir Thomas More, Thomas Lord Cromwell, A Yorkshire Tragedy, Sir John Oldcastle czy The London Prodigal.